# Madhuca borneensis
Madhuca borneensis är en tvåhjärtbladig växtart som beskrevs av Pieter van Royen. Madhuca borneensis ingår i släktet Madhuca och familjen Sapotaceae. Inga underarter finns listade i Catalogue of Life.